# Cal Benet de Gósol
Cal Benet de Gósol és una obra de la Seu d'Urgell (Alt Urgell) protegida com a Bé Cultural d'Interès Local.

## Descripció
Edifici situat en la cantonera entre els carrers Pati de Palau i Sant Roc. Destaca per la distribució simètrica dels vans, organitzats en vuit fileres. Destaca el portal d'accés adovellat, en forma d'arc de mig punt i amb les dovelles alternant colors. De la mateixa manera destaquen les línies senzilles de les baranes del balcons, combinades amb algun element decoratiu.